# Palau de Cervelló
|  | No s'ha de confondre amb Casa Cervelló-Giudice. |

El palau dels comtes de Cervelló està situat a la plaça de Tetuan, barri de la Xerea de la ciutat de València. És un edifici neoclàssic construït el segle xviii. El palau és part de l'entorn històric de la plaça de Tetuan, enfront del convent de Sant Doménec (actual Capitania General), i amb el Centre Cultural Bancaixa tancant la plaça.

## Història de l'edifici

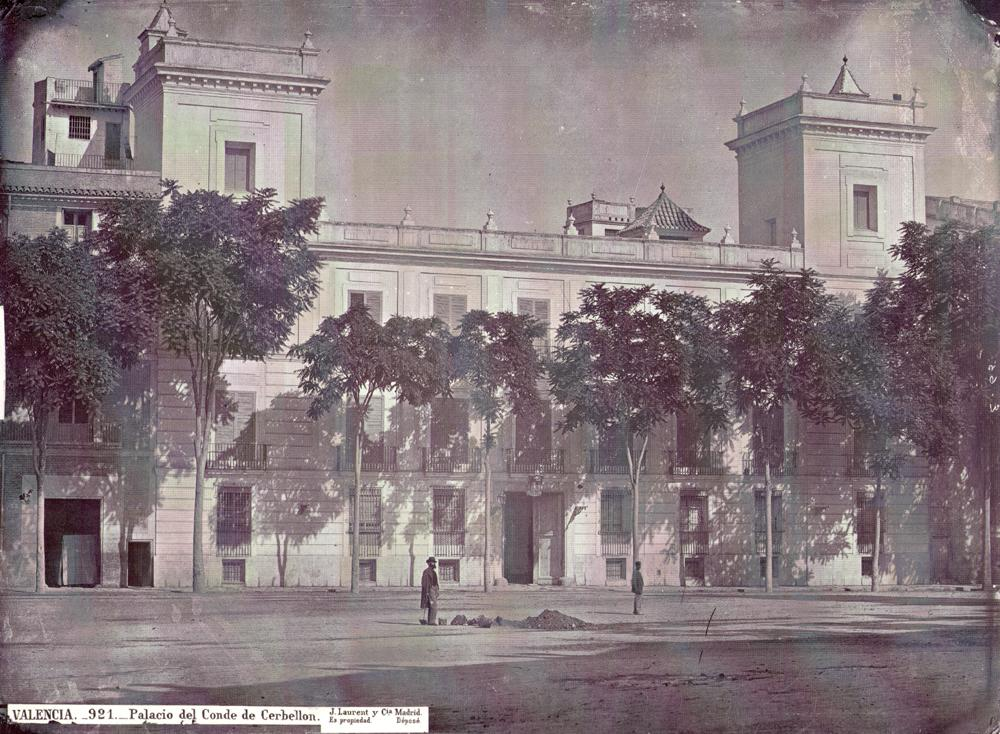
El palau el 1870

L'origen de l'actual palau fou un casalot gòtic comprat per la família Ponç de Castellví, emparentada amb el llinatge dels Cervelló, a mitjan segle xvi, situat entre la rambla de Predicadors (el que seria l'actual plaça de Tetuan) i el carrer de la Xerea. Els propietaris ampliaren l'edifici amb cases adjacents; Martí Ponç de Castellví fou qui el transformà en un gran palau renaixentista, estil que encara s'observa en el plànol de Tosca del 1704. L'ornamentació del palau estava basada en estucs que imitaven marbres i pintures al fresc, feta per artistes italians residents a València, però l'element més innovador fou que, a la façana, hi havia temes mitològics pintats al fresc. Altres ocupants del palau foren Basili de Castellví, net de l'anterior i governador de la ciutat. El seu fill, el primer marqués de Villatorcas, tenia una gran biblioteca, de les més importants de la ciutat, allotjada al palau, en una estança on es reunien alguns erudits (novatores o il·lustrats) de l'època. Joan Basili de Castellví, descendent del marqués i de la comtessa de Cervelló, Laura Cervelló, va heretar el palau a principis del segle xviii, el qual va començar a anomenar-se palau de Cervelló, nom que s'ha mantingut fins a l'actualitat.
L'enderrocament del palau del Real va fer que el palau fora escenari destacat de la història de la ciutat, ja que va substituir el Real com a residència de personatges il·lustres que visitaven la ciutat durant el segle xix. El propietari d'aleshores, Felipe Maria Osorio de Castellví, fou nomenat general en cap de l'exèrcit valencià en el context de la Guerra del Francés, però en ser destituït i havent traslladat la seua residència a Madrid, propicià que els governants de la ciutat decidiren utilitzar el palau com a seu de Capitania General. Així doncs, el primer capità general que s'hi allotjà fou Luis Alejandro de Bassecourt, i l'habità ocasionalment. Després de la conquesta de València pels francesos, el mariscal Suchet, nomenat per Napoleó duc de l'Albufera, es va instal·lar en el palau durant l'ocupació napoleònica de València.
Abandonada València pels exèrcits napoleònics, l'ocupant següent fou el rei Ferran VII, vingut de l'exili, i hi estigué des del 16 fins al 21 d'abril del 1814. Ací va rebre l'anomenat Manifiesto de los Persas, abolí la Constitució espanyola de 1812, i restaurà la monarquia absoluta. Per a l'ocasió, l'edifici es va engalanar amb arcs de triomf, al·legories i retrats del rei. Anys després, el 20 d'agost del 1840, va allotjar la reina regent Maria Cristina, amb les seues filles Isabel i Lluïsa Ferranda, que s'entrevistà amb el general progressista Baldomero Espartero i posteriorment va abdicar de la seua regència ací. La següent visita fou la d'Isabel II, ja com a reina d'Espanya, el maig del 1844. Per a l'ocasió, l'Ajuntament va habilitar el palau, millorant el mobiliari i fent-ne reparacions. El març del 1852, visità la ciutat la germana de la reina, Lluïsa Ferranda, i el seu marit Antoni d'Orleans, i s'allotjaren, com ja era costum, al palau. Durant aquesta visita, s'inaugurà el tren de València al Grau. Isabel II tornaria a València en maig del 1858 convidada per les autoritats, que organitzaren diferents festes per a l'esdeveniment, com una recepció i besamans al palau i un ball de gala. L'últim rei que s'hi hostatjà fou Amadeu de Savoia, hi arribà el 3 de setembre del 1871 i va estar-s'hi fins al dia 7.
Durant el segle xx, el palau va anar deteriorant-se per l'abandonament, usos inadequats (allotjà una acadèmia, una fusteria i una pensió), i la riuada del 1957. Fou seu, als anys 30, del partit Dreta Regional Valenciana i el 1936 del Partit Comunista. L'any 1987, passaria a propietat municipal; a partir del 1996 i fins al 2003, es dugué a terme una restauració i una adequació de l'edifici per destinar-lo a seu de l'Arxiu Municipal, aleshores en unes dependències insuficients de l'Ajuntament.

## Descripció

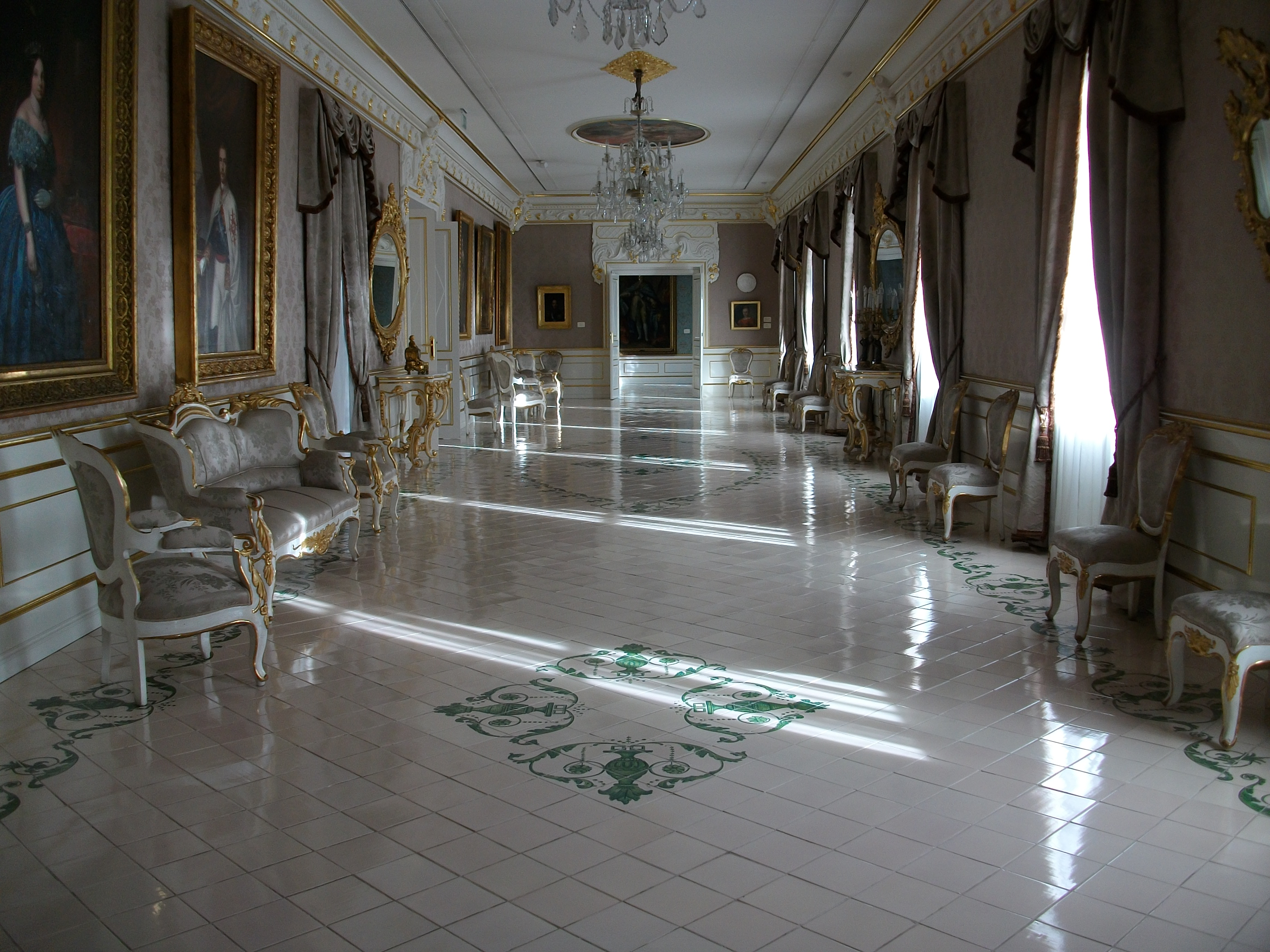
Saló de ball del palau de Cervelló

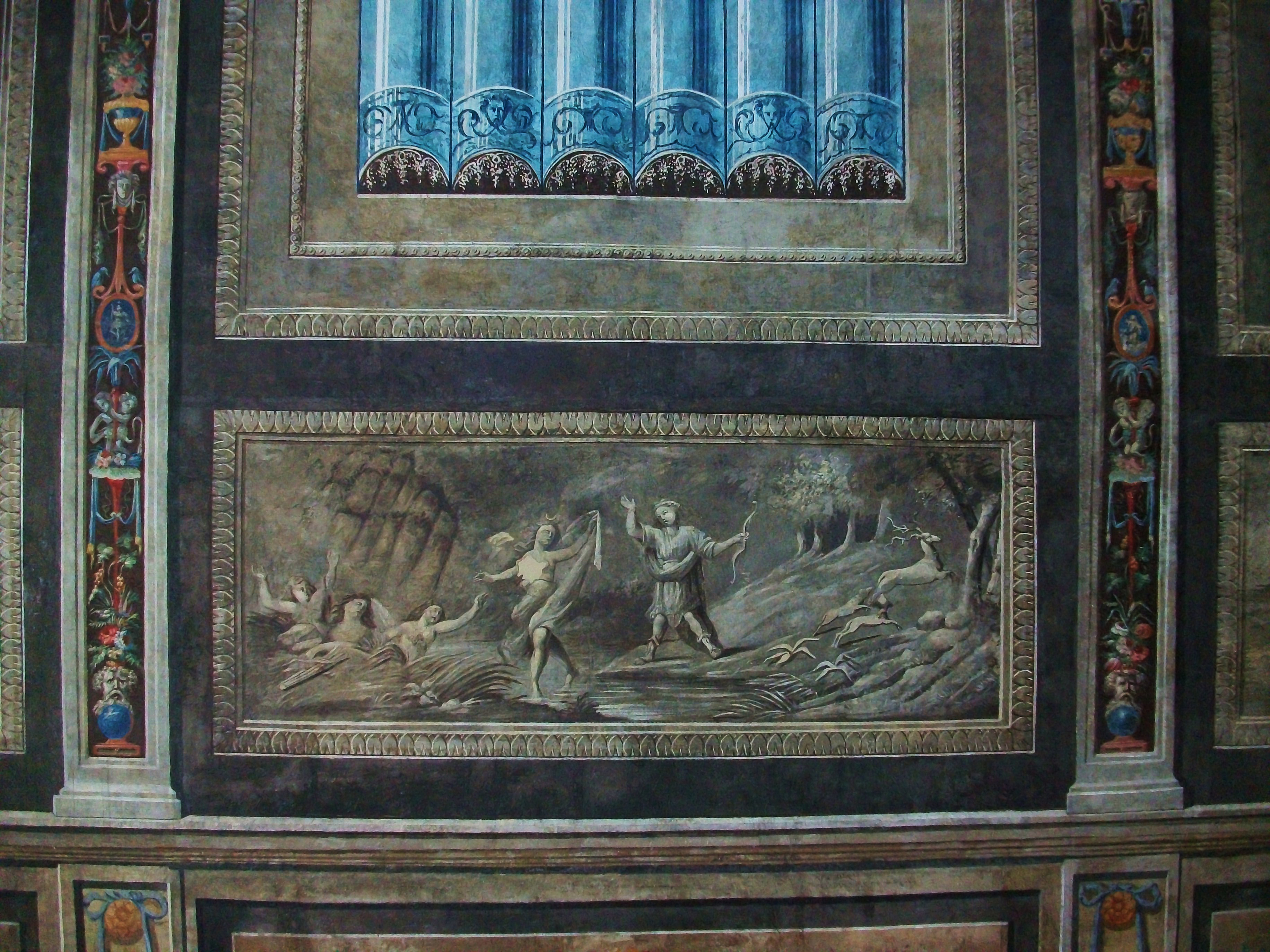
Pintures murals de la torre sud

De l'edifici original, queda la façana amb dues plantes de balcons i flanquejada per dues torres, construïda a finals del segle xviii o a principis del xix. Després de passar pel vestíbul, adequat per al pas de carruatges, s'accedeix al pati. Aquest és parcialment porticat en dos dels seus trams, com passa en molts altres palaus valencians.
Amb l'última restauració, s'han recuperat espais, se n'han construït de nous per acollir l'Arxiu Municipal (es construí un nou cos adossat de nova construcció en la zona que recau al carrer del Poeta Liern, adequat a les necessitats funcionals d'un arxiu. Aquest està dotat de tecnologia moderna, sales de consulta i dependències annexes, laboratoris i dipòsits per als fons documentals); s'ha reconstruït l'ambient de les diverses sales de la que fou residència reial i s'ha museïtzat la planta baixa amb dues exposicions temàtiques.
A la planta baixa s'ubica el pati; a la dreta d'aquest estan les sales ocupades per l'exposició «El palau de Cervelló, seu de personatges il·lustres durant el segle xix», que mostra la història del palau i dels seus visitants. A l'esquerra, està l'altra exposició, «El Tresor de la memòria», en què s'exhibeix una mostra dels fons de l'Arxiu Municipal, un dels més antics, complets i millor conservats d'Europa. Entre les peces més destacades que s'hi mostren, estan el Llibre dels furs, el llibre del Mostassaf, el Llibre de murs e valls i el llibre del Consolat del mar, i també la Taula de Canvi i la primera lletra de canvi.
En el segon pis, es mostra la recuperació historicista de les diferents sales:
- Vestíbul

- Saló de ball, la sala que ocupa tota la façana entre les dues torres.

- Torre nord

- Torre sud o de les pintures, anomenada així per les pintures al fresc, conservades i restaurades, de l'època ferrandina. Aquestes pintures combinen elements ornamentals (sanefes florals, mascarons, cornucòpies, amorets i animals fantàstics), amb nou grisalles d'escenes mitològiques.

- Saló Alfonsí

- Biblioteca Serrano Morales: allotja la biblioteca donada per Josep Enric Serrano Morales a la ciutat l'any de la seua mort (1909), amb la condició que es mantingués íntegra i que es pogués consultar pels valencians.